# Východopruská operace
Východopruská operace byla sovětská útočná akce na východní frontě druhé světové války proti Východnímu Prusku, která trvala od 13. ledna do 9. května 1945 a skončila dobytím Königsbergu.

## Situace před ofenzívou
Rudá armáda pronikla do příhraničních oblastí Pruska do hloubky 30 – 60 km již při Baltické operaci v říjnu 1944. Protože zde bylo silné opevnění, útok byl zastaven a s další akcí se počítalo až roku 1945, kdy mělo dojít k všeobecnému útoku, při kterém mělo dojít k dobytí Třetí říše. Přípravy na závěrečnou ofenzívu proti Německu byly urychleny v souvislosti s těžkými boji západních spojenců v Ardenách.

## Východopruská operace
12. ledna byla zahájena Viselsko-oderská operace a o den později i Východopruská operace. Útok začal mohutnou dělostřeleckou přípravou 1. baltského a 2. a 3. běloruského frontu. Poté vyrazily do útoku pozemní síly, které však narazily na tuhý německý odpor. Rudá armáda přesto postupovala dále a útoky mechanizovaných svazků se snažila rozdělit německé obranné síly. Mezitím docházelo k útěku německých civilistů před postupujícími sovětskými vojsky. Počátkem března došlo k závažné změně situace, kdy Rudá armáda dobyla Pomořansko a oddělila tak po souši Prusko od mateřské země. Evakuace civilistů a vojáků či přísun zásob se tak mohl realizovat pouze po moři, ovšem zde se lodě stávaly často kořistí sovětských ponorek. Mezi nejznámější akce sovětské flotily a největší námořní katastrofy patří potopení německých lodí Wilhelm Gustloff a General von Steuben ponorkou S-13 či potopení dopravní lodě Goya ponorkou L-3.

## Dobytí Königsbergu

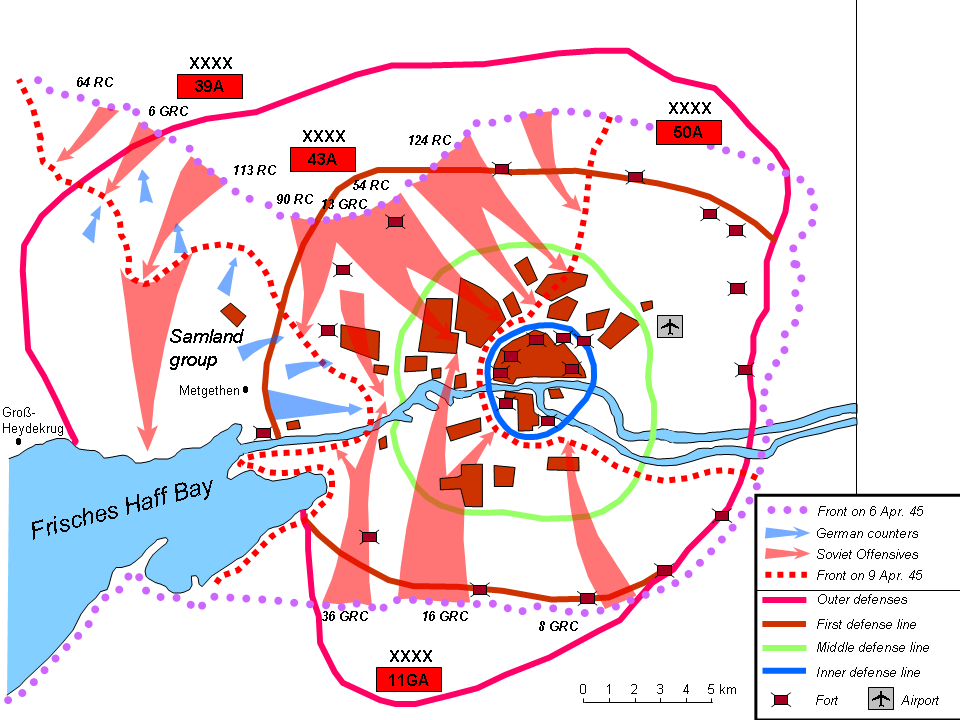
Bitva o Königsberg

Do dubna 1945 Rudá armáda prakticky obsadila celé Východní Prusko, přičemž zde zůstalo nedobyto jeho hlavní město Königsberg a několik německých uskupení na pobřeží. Ve dnech 6. – 9. dubna probíhal na toto starobylé město a pevnost útok Rudé armády, který skončil obsazením jeho významné části. Německé jednotky v neobsazených částech města se však stále bránily. 17. dubna dobyli Sověti město Fischhausen (nyní Primorsk), 25. dubna obsadili Pillau (nyní Bałtijsk) a 26. dubna byl proveden výsadek na „Baltické kose“. Tím ztratili Němci poslední evakuační možnosti. Přesto se některé německé jednotky bránily v Königsbergu a na Baltické kose u Vislanského zálivu až do kapitulace Německa.